# Мала Цильна (Ульяновська область)
Мала Цильна (рос. Малая Цильна) — присілок в Цильнинському районі Ульяновської області Російської Федерації.
Населення становить 101 особу. Входить до складу муніципального утворення Мокробугурнинське сільське поселення.

## Історія
Від 2004 року входить до складу муніципального утворення Мокробугурнинське сільське поселення.

## Населення
| 2010 |
| ---- |
| 101  |